# سیارک ۱۱۶۹۰
سیارک ۱۱۶۹۰ (به انگلیسی: 11690 Carodulaney، نامگذاری:1998FV60) یازده هزار و ششصد و نودمین سیارک کشف شده‌است که در ۲۰ مارس ۱۹۹۸ کشف شد.
قدر مطلق سیارک برابر ۱۷٫۰ است.